# 946
946(구백사십육)은 945보다 크고 947보다 작은 자연수다.

## 수학
- 합성수로, 그 약수는 1, 2, 11, 22, 43, 86, 473, 946이다. 진약수의 합은 638이므로, 946은 부족수다.
- 43번째 삼각수다. 앞의 삼각수는 903, 다음은 990이다.
- 11번째 육각뿔수이자, 가장 큰 세 자리 육각뿔수다. 앞의 육각뿔수는 715, 다음은 1222이다.
- {\displaystyle 946=467+479}
  - 연속하는 두 소수(素數)의 합으로 나타낼 수 있으며, 이 성질을 지닌 앞의 수는 930, 다음 수는 966이다.
- {\displaystyle 87^{2}-1}은 946으로 나누어떨어진다.

## 과학
- NGC 946: 안드로메다자리 방향에 있는 렌즈형은하.

## 교통
- 946번 홋카이도도(일본어판)

## 문화유산
- 대한민국의 보물 제946호: 순천 금둔사지 석조불비상

## 기타
- 연도: 946년, 기원전 946년
- 미국 단위계의 액량 쿼터 갤런(1/4 US liquid gal) {\displaystyle \approx } 946 mL